# Magdalena Hlawacz
Magdalena Hlawacz, także Magda Hlawacz (ur. 1976 w Opolu) – polska artystka wizualna, projektantka graficzna i akademiczka, profesor Uniwersytetu Opolskiego.

## Życiorys
Absolwentka Wydziału Malarstwa i Rzeźby Akademii Sztuk Pięknych we Wrocławiu, gdzie w 2001 r. obroniła dyplom w zakresie malarstwa (w pracowni prof. Nicola Naskowa). W 2008 r. zdobyła tytuł doktora sztuki na tym samym wydziale. W 2015 r. uzyskała habilitację na Wydziale Grafiki i Sztuki Mediów tej samej uczelni. 
W latach 2004–2008 zatrudniona w Instytucie Sztuki Uniwersytetu Opolskiego jako asystentka profesorów Nicola Naskowa i Aleksandra Dymitrowicza w pracowniach malarstwa i rysunku, a od 2009 r. jako adiunktka. Prowadzi pracownię rysunku i malarstwa oraz pracownię grafiki cyfrowej. Jest Dyrektorką Instytutu Sztuk Wizualnych na Wydziale Sztuki Uniwersytetu Opolskiego.
Od 2014 r. jest członkinią grupy artystycznej Saperki, a od 2017 r. członkinią-założycielką stowarzyszenia Moving.Lab – European Interdisciplinary Laboratory of Culture and Education, działającego przy Uniwersytecie Luksemburskim.
Jest córką opolskiego fotografika Romana Hlawacz oraz siostrą artystki Anny Hlawacz.
Mieszka i pracuje w Opolu.

## Twórczość
Artystka zajmuje się malarstwem, fotografią, rysunkiem i grafiką oraz bada związki zachodzące między różnymi mediami, często działając na pograniczu dyscyplin. W swoich pracach łączy malarstwo, grafikę i typografię. Początkowo zajmowała się malarstwem, w którym nacisk kładła na kolor i linię, ale później zaczęła wprowadzać do swoich prac również elementy graficzne – litery i fragmenty fotografii. W ten sposób artystka zaczęła redefiniować dla siebie pojęcie obrazu, jak zauważa kuratorka jej wystawy Agnieszka Dela. Jej dyplomowe prace malarskie, w których zaprezentowała stare zniszczone mury, zostały użyte w filmie Nigdy w życiu!.
W późniejszym okresie w jej twórczości zaczęła dominować bazująca na fotografii grafika komputerowa, prezentowana w formie druków cyfrowych, lightboxów, instalacji czy fototapety. Artystka relizowała też prace wideo oraz instalacje świetlne. 
Komentując wystawę podsumowującą jej 15 lat jej aktywności Kazimierz S. Ożóg określił jej zróżnicowaną i konsekwentną twórczość jako intermedialną. Historyk sztuki wyróżnia kilka ważnych obszarów sztuki Hlawacz: dokumentację podróży stawającą pytania o wiarygodność obrazu, kwestię spotkań – międzykulturowych, historycznych czy związanych ze sferą mitów oraz problematykę splecionych ze sobą śmierci i miłości. Ożóg zwraca uwagę zarówno na podejmowanie przez artystkę tzw. wielkich tematów, jak i na ich sprawną aktualizację za pomocą kontekstów i środków wyrazu należących do współczesności.
Natalia Krawczyk zwraca uwagę, że artystkę interesuje wszystko to, czego nie da się powiązać za pomocą logiki: "wątpliwość, niepewność, pewność, prawda, wiara, wiedza, percepcja, fikcja, rzeczywistość, imitacja, halucynacja, hipnoza, sen, jawa, mara, mamidło, sztuka, paradoks i absurd". Jako główny temat prac Hlawacz wskazuje eksplorację "stanów granicznych" i podkreśla w jej twórczości rolę paradoksu, zwłaszcza relacji między prawdą i fikcją.
Swoje prace prezentowała na kilkuset wystawach zbiorowych i indywidualnych zarówno w Polsce, jak i na świecie, m.in. w Czechach, na Węgrzech, we Włoszech, na Islandii, w Niemczech, Portugalii, Rumunii, Holandii, Francji, Rosji, Hiszpanii, Anglii, Irlandii, Gruzji, na Tajwanie, w Korei Płd., Iranie, Chinach, Mongolii, USA, Kanadzie czy Japonii. Brała udział w międzynarodowych warsztatach i rezydencjach artystycznych oraz wykładach gościnnych. Organizuje też wystawy studenckie, akademickie projekty artystyczne, plenery i warsztaty.
Artystka zajmuje się również projektowaniem graficznym oraz redakcją publikacji artystycznych. Współpracuje z prowadzonym przez rodziców, Jadwigę i Romana, wydawnictwem Oficyna Piastowska.

### Wystawy indywidualne
- 2014 – Kolizja równoległości. Podróże w czasie (1998-2013), Galeria Sztuki Współczesnej, Opole,
- 2004 – Osiem osób, Galeria Sztuki Współczesnej, Opole[9].

### Wystawy zbiorowe
- 2013 – Nine Dragons Heads, Mongolian National Modern Art Gallery, Gobi Desert - Khuvsgol, ARKO - Arts Council Korea, Jeju,
- 2013 – PURE PRINT - Classical Printmaking in Contemporary Art, Galeria Wydziału Sztuk Pięknych Uniwersytetu w Porto, Portugalia,
- 2013 – Cutting-edge printmaking, Centrum Sztuk Użytkowych. Centrum Innowacyjności, Akademia Sztuk Pięknych we Wrocławiu,
- 2013 – Gdzie jest grafika? W poszukiwaniu nowych znaczeń, Galeria Sztuki Współczesnej w Opolu,
- 2012 – Grand Prix Młodej Polskiej Grafiki, Kraków,
- 2012 – Artisterium. The Protest that Never Ends, Gruzińskie Muzeum Narodowe, Muzeum Historii Tbilisi, Gruzja,
- 2012 – Tribuna Graphic, Cluj,
- 2012 – Międzynarodowe Triennale Grafiki, Galeria Sztuki Współczesnej Bunkier Sztuki, Kraków,
- 2011 – Fobos (Bruce Allan, Grzegorz Gajos, Magda Hlawacz, Aleksandra Janik), Galeria ANEKS Galeria Sztuki Współczesnej, Opole,
- 2009 – Eyes on Art in Hualien, Uniwersytet Narodowy Dong Hwa, Hualian,
- 2009 – Międzynarodowe Triennale Grafiki, Galeria Sztuki Współczesnej Bunkier Sztuki, Kraków,
- 2009 – Grafika czy już fotografia?, Galeria Sztuki Współczesnej w Opolu,
- 2009 – 2. Zimowy Las Sztuki "Kobieta w lesie", kurator: Andrzej Sznejweis, Teatr Eko Studio, Opole[19][20],
- 2008 – kon.texty, wraz z Aleksandrą Janik i Katarzyną Mular, Galeria Sztuki Współczesnej, Opole; Galeria ASP Wrocław[8][21],
- 2007 – ART WITHOUT BORDERS / SZTUKA BEZ GRANIC, Galeria Sztuki Współczesnej, Opole; Galeria Der Ort, Berlin,
- 2006 – OPOLE-AUXERRE, Opolskie Towarzystwo Zachęty Sztuk Pięknych, Opole,
- 2004 – Kunst zonder grenzen - expositie Poolse kunstenaars, Nieuwegein, Hilversum,
- 2001 – Ogólnopolski Przegląd Malarstwa Młodych PROMOCJE 2001, Galeria Sztuki, Legnica[1].

### Wybrane publikacje

#### Opracowanie graficzne, ilustracje, fotografie
- Wiesław Malicki, Abecadło aforystyczne, Opole : Oficyna Piastowska, 2002.
- Maria Sławska, Ulotność, Opole : Oficyna Piastowska, 2005.
- Dobromir Kożuch, Za plecami Egipt, Opole : Oficyna Piastowska, 2005.
- Teresa Jadwiga Zając, Mgnienie wyobraźni, Opole : Oficyna Piastowska, 2005.
- Roman Hlawacz : wędrówki do ludzi : fotografia 1975 - 2005, Opole : Galeria Sztuki Współczesnej : Oficyna Piastowska, 2005.
- kon.texty - Magdalena Hlawacz, Opole : Galeria Sztuki Współczesnej : Oficyna Piastowska, 2008.
- Schron Sztuki 6 : Kosmos, 7-9 czerwca 2013, Opole: Instytut Sztuki Uniwersytetu Opolskiego, 2013.
- Jerzy Beski, Sztandary, Opole : Jerzy Beski, 2019[15].

#### Tekst, redakcja
- Śląsk Opolski zaprasza! = Die Region Opole lädt ein!, red. Magdalena Hlawacz, Opole : Oficyna Piastowska, 2006.
- Opolskie : tylko u nas ... są takie miejsca, imprezy, tradycje..., red. Roman Hlawacz, tekst Magdalena Hlawacz, Opole : Oficyna Piastowska, 2007.
- Kolizja równoległości : podróże w czasie (1998-2013) = The collision of parallelisms : time travel (1998-2013), red. Magdalena Hlawacz, Natalia Krawczyk, Opole : Galeria Sztuki Współczesnej, 2014.
- Marian Molenda, Powroty do źródeł = Returns to the sources, red. Magdalena Hlawacz, Opole : Wydawnictwo Uniwersytetu Opolskiego : Galeria Sztuki Współczesnej, 2020[15].

## Nagrody i wyróżnienia
- 2012 – Grand Prix Młodej Polskiej Grafiki, Kraków (wyróżnienie)[22][23],
- 2006 – Nagroda Galerii Sztuki Współczesnej na Salonie Jesiennym 2006[24].

### Rezydencje artystyczne
- 2021 – SIM Residency, Artist-in-residence programme, Reykjavik,
- 2009 – HIAW Artist in Residency, Hualian[2].